# Montes Teneriffe
Los Montes Teneriffe  (Montes Tenerife) son un conjunto de varias montañas lunares aisladas que emergen del norte del Mare Imbrium. El nombre procede de la isla terrestre de Tenerife, en las Islas Canarias (España).
Las montañas se extienden por una zona de unos 110 km de longitud por 56 km de anchura, algunos de sus picos alcanzan los 2.400 m de altitud.
Hacia el sureste se encuentra una montaña solitaria, el Mons Pico, y más al sureste los Montes Spitzbergen. Estas montañas junto con los Montes Teneriffe y los Montes Recti que se encuentran al oeste, constituyen algunos de los fragmentos supervivientes del anillo interior de un conjunto original de tres formados por el impacto que causó la formación de la cuenca del Mare Imbrium hace unos 3850 millones de años.
El nombre de Montes Tenerife fue puesto por el astrónomo británico William Radcliffe Birt en recuerdo a la expedición científica del astrónomo Charles Piazzi Smyth a la isla de Tenerife en el verano de 1856.